# Leuconitocris murphyi
Leuconitocris murphyi é uma espécie de escaravelho da família Cerambycidae.  Foi descrito por Jérôme Sudre e Pierre Téocchi em 2005.  É conhecida a sua existência em Malawi.